# Magdeburger Kammerchor
Der Magdeburger Kammerchor (Kammerchor der Otto-von-Guericke-Universität Magdeburg – e.V.) war von 1990 bis 2010 ein Lehrangebot für junge Musiker, die zunächst an der ehemaligen Außenstelle der Leipziger Musikhochschule in Magdeburg und später an der Otto-von-Guericke-Universität studierten.

## Entwicklung
Am Institut für Musik der Otto-von-Guericke-Universität Magdeburg angesiedelt, entwickelte sich der Chor zu einem gefragten und erfahrenen Ensemble, das sich die Interpretation von Chormusik auf hohem professionellem Niveau zur Aufgabe gemacht hatte. Schwerpunkt der Arbeit bildeten dabei die a-cappella-Literatur von der Renaissance an bis zur Gegenwart. Daneben musizierte der Chor auch mit namhaften Orchestern, Dirigenten (Ludger Remy, Hans-Christoph Rademann, Hermann Max, Wolfgang Kupke) und international gefragten Gesangssolisten.

## Repertoire
Zum Repertoire des Chores gehörten sowohl Madrigale und Motetten alter Meister wie Monteverdi, Schütz, Telemann und Bach, Werke der Romantik von Mendelssohn und Brahms als auch Kompositionen des 20. Jahrhunderts von Distler, Hindemith, Poulenc, Britten und anderen.

## Erfolge
Der Chor erzielte mehrere Preise bei internationalen Chorwettbewerben, zu denen erste Preise in Gorizia (Italien) und beim Tonbandwettbewerb „Let the people sing“ der Europäischen Rundfunkunion gehören. Eine dreiwöchige Konzertreise durch die US-Bundesstaaten Ohio, Indiana und Michigan war ein großer Erfolg und zählte zu den interessantesten Erfahrungen des Chores. Die zahlreichen Konzerte des Chores in verschiedenen Städten Deutschlands wurden des Öfteren vom Mitteldeutschen Rundfunk aufgezeichnet und gesendet. Ausschnitte aus den CDs wurden mehrfach vom Bayerischen, Mitteldeutschen und Ostdeutschen Rundfunk Brandenburg gesendet.

## Produzierte CDs
1. 1994 Wer die Musik sich erkiest (Selbstverlag)
2. 1997 Telemann: Weihnachtskantaten (cpo)
3. 1998 Telemann: Motetten (RAUMKLANG)
4. 1999 Telemann: Die Auferstehung (cpo)
5. 2000 Telemann: Der Tod Jesu (cpo)
6. 2002 Telemann: Matthäus-Passion 1750 (RAUMKLANG)

## Chorleiter
Der Leiter des Chores, Lothar Hennig, studierte an der Musikhochschule „Franz Liszt“ in Weimar Schulmusik, Chorleitung (bei Gert Frischmuth) und Gesang. Nach seiner Ausbildung war er mehrere Jahre lang als Assistent Friedrich Krells beim Rundfunk-Jugendchor Wernigerode tätig. Neben seiner beruflichen Tätigkeit als Gesangslehrer am Telemann-Konservatorium Magdeburg hatte er Lehraufträge für die Fächer Chorsingen, Chorleitung und chorische Stimmbildung an der Otto-von-Guericke-Universität Magdeburg inne. Er war Mitglied der Hallenser Madrigalisten.

## Neuer Magdeburger Kammerchor
Mit der Auflösung der universitären Musikausbildung in der sachsen-anhaltischen Landeshauptstadt (2009/2010) musste sich der Magdeburger Kammerchor u. a. wegen Nachwuchsmangels und fehlender Strukturen auflösen. Seit August/September 2009 bildet der von Christian Hoffmann gegründete Neue Magdeburger Kammerchor seine Nachfolge. Organisatorisch ist der Chor dem Magdeburger Forum Gestaltung e.V. angegliedert. Im Sommer 2016 übernahm Mathias Vetter die musikalische Leitung des Neuen Magdeburger Kammerchores. Das aktuelle Repertoire umfasst geistliche Chormusik aus mehreren Jahrhunderten sowie weltliche Chormusik rund um das Thema „Natur“. Die Sängerinnen und Sänger proben einmal wöchentlich und haben es sich vor allem zur Aufgabe gemacht, mit viel Freude und Engagement die gute Magdeburger Chortradition auf künstlerisch hohem Niveau fortzuführen. Am bundesdeutschen Chorwettbewerb 2018 in Freiburg i. Breisgau nahm der Neue Magdeburger Kammerchor „mit gutem Erfolg“ teil.